# Áreas de las matemáticas

Trigonometría es una de las áreas de las matemáticas.

Esta es una lista de todas las áreas de las matemáticas modernas, con una breve explicación de su alcance y enlaces a otras partes de esta enciclopedia, de un modo sistemático.
La forma en que se organizan las matemáticas de alto nivel está en determinada sobre todo por los usos, y cambia cada cierto tiempo; esto contrasta con los planes, al parecer atemporales usados en la educación de las matemáticas, donde el cálculo parece ser el mismo hace mucho siglos. El cálculo en sí mismo no aparece como un título ya que la mayor parte del contenido allí estudiado se encuentra bajo el título de Análisis. Este ejemplo ilustra, en parte, la dificultad de comunicar los principios de cualquier sistema grande de conocimientos. La investigación sobre la mayoría de los asuntos del cálculo fue realizada en siglo XVIII, y ha sido asimilado largamente.

## Fundamentos
Matemática recreativa
Desde los cuadrados mágicos al conjunto de Mandelbrot, los números han sido una fuente de diversión y placer para millones de personas a lo largo de los años. Muchas ramas importantes de las matemáticas «serias» tienen sus raíces en lo que inicialmente no era más que un juego o un rompecabezas.
Historia y biografías
La historia de las matemáticas está fuertemente interconectada consigo misma. Esto es perfectamente natural: las matemáticas tienen una estructura orgánica interna, derivando nuevos teoremas de los que se han demostrado antes. Cada nueva generación de matemáticos basa sus logros en los de sus antepasados, y así, el los conocimientos crecen formando nuevas capas, como la estructura de una cebolla.
Lógica matemática y fundamentos, incluyendo teoría de conjuntos
Los matemáticos han trabajado siempre con lógica y símbolos, pero por siglos las leyes subyacentes de la lógica fueron supuestas, y nunca expresadas simbólicamente. La lógica matemática, también conocido como lógica simbólica, fue desarrollada cuando la gente finalmente notó que las herramientas de las matemáticas se pueden utilizar para estudiar la estructura de la lógica misma. Las áreas de investigación en este campo se han ampliado rápidamente, y se subdividen generalmente en varias áreas distintas.
Teoría de modelos
La teoría modelo estudia las estructuras matemáticas en un marco general. Su herramienta principal es la lógica de primer orden.
- Teoría de la computabilidad y teoría de la recursión

Teoría de conjuntos
Un conjunto puede ser pensado como si fuera una colección de objetos distintos unidas por una cierta característica común. La teoría de conjuntos se subdivide en tres áreas principales:
- Teoría informal de conjuntos es la teoría básica desarrollada por los matemáticos a fines del siglo XIX.
- Teoría axiomática de conjuntos es una teoría axiomática rigurosa desarrollada en respuesta al descubrimiento de defectos serios (por ejemplo la Paradoja de Russell) en la teoría informal. Para esta teoría los conjuntos son «lo que satisface los axiomas», y la noción de colecciones de objetos sirve solamente como motivación para los axiomas.
- Teoría interna de conjuntos es una extensión axiomática de la teoría de conjuntos que apoya una identificación lógicamente consistente de cantidades ilimitados (infinitamente grandes) e infinitesimales (infinitamente pequeños) dentro de los números reales. Ver también la Lista de tópicos de la teoría de conjuntos.

Teoría de la demostración y constructivismo
La teoría de la demostración nació de la ambición de David Hilbert por formalizar todas las demostraciones en matemáticas. El resultado más famoso del campo se encapsula en los teoremas de incompletitud de Gödel. Otra idea relacionada y muy conocida en la actualidad son las máquinas de Turing. El constructivo es la consecuencia de las opiniones poco ortodoxas de Brouwer sobre la naturaleza de la lógica misma; hablando desde el punto de vista del constructivismo, los matemáticos no pueden afirmar «si un círculo es redondo o no» hasta que han mostrado un círculo y han medido realmente su redondez.
- Lógica algebraica
- Educación matemática

## Aritmética
La aritmética o teoría de números fue históricamente una de las primeras áreas de las matemáticas. Actualmente sigue siendo una fuente importante de problemas matemáticos no resueltos.
Teoría de números
La teoría del número se refiere tradicionalmente a las características de números enteros. Más recientemente, ha venido ser referido a clases más anchas de los problemas que se han presentado naturalmente del estudio de números enteros. Puede ser dividido en teoría elemental de números (donde los números enteros se estudian sin la ayuda de técnicas de otros campos matemáticos); teoría analítica de números (donde cálculo y análisis complejo se utilizan como herramientas); teoría algebraica de números ; teoría geométrica de números; teoría combinatoria de números y teoría computacional de números. Vea también lista de los asuntos de la teoría del número.

## Álgebra
El estudio de la matemática comienza con los números; primero los números naturales y los enteros y sus operaciones aritméticas, que se clasificarían dentro del álgebra elemental. Las características más avanzadas sobre números enteros se estudian dentro de la teoría de números. La búsqueda de métodos para resolver ecuaciones nos lleva al campo del álgebra abstracta, que, entre otras cosas, estudia polinomios, anillo (matemáticas)s y campos, estructuras que generalizan las características de los números corrientes. Preguntas muy antiguas sobre construcciones con regla y compás finalmente fueron resueltos usando la teoría de Galois. El concepto físicamente importante de los vectores, generalizado a espacios vectoriales, se estudia dentro del álgebra lineal.
Teoría del orden
Cualquier conjunto de números reales se puede ordenar en forma ascendente. La teoría del orden amplía esta idea a los sistemas en general. Incluye nociones como retículos y estructuras algebraicas ordenadas.
Estructuras algebraicas
Dado un conjunto, diversas maneras de combinar o de relacionar a miembros de eso fijaron pueden ser definidas. Si éstos obedecen ciertas reglas, entonces un detalle estructura algebraica se forma. Álgebra universal es el estudio más formal de estas estructuras y sistemas.
Teoría de cuerpos y polinomios
La teoría de cuerpos estudia las características de los cuerpos algebraicos. Un cuerpo es una entidad matemática para la cual la adición, la substracción, la multiplicación y la división están bien definido. Un polinomio es una expresión en la cual se combinan las constantes y las variables usando solamente la adición, la substracción, y la multiplicación.
Anillos conmutativos y álgebras conmutativas
En teoría de anillos (una rama del álgebra abstracta), un anillo conmutativo es un anillo en el cual la operación de multiplicación obedece la ley de conmutatividad. Esto significa que si a y b son elementos del anillo, entonces a×b=b×a. El álgebra conmutativa estudia los anillos conmutativos y sus ideales, módulos y álgebras. Es fundamental para la geometría algebraica y para la teoría de números algebraicos. Los ejemplos más prominentes de anillos conmutativos son los anillos de polinomios.
15: álgebra lineal y multilineal; teoría de matrices.
16: anillos sociables y álgebra sociables
17: anillos no-sociables y álgebra no-sociables
18: teoría de la categoría; álgebra homological
19: K-teoría
20: teoría del grupo y generalizaciones
22: grupos topológicos, grupos de Lie, y análisis sobre ellos
(También grupos de la transformación, análisis armónico abstracto)

### Análisis
Dentro del mundo de las matemáticas, el análisis está centrado en el cambio: índices del cambio, cambio acumulado, y cosas múltiples que cambian concerniente (o independiente) a una otra.
El análisis moderno es una rama extensa de las matemáticas que se amplía rápidamente para tocar casi cualquier otra subdivisión de la disciplina, encontrando usos directos e indirectos en asuntos tan diversos como teoría del número, criptografía y álgebra abstracta. Resulta ser también por sí mismo la lengua de la ciencia y se utiliza en la química, la biología y la física, en una gama que va de la astrofísica a la cristalografía de la radiografía.
26: funciones verdaderas, incluyendo derivadas e integrales
28: medida e integración
30: funciones de variable compleja, incluyendo teoría de la aproximación en dominio complejo
31: teoría del potencial
32: Varias variables complejas y espacios analíticos
33: funciones especiales
34: ecuaciones diferenciales ordinarias
35: ecuaciones diferenciales parciales
Sistemas dinámicos
Esta teoría trata con el comportamiento cualitativo a largo plazo de los sistemas dinámicos y estudia la naturaleza de (y si es posible las soluciones a) las ecuaciones de movimiento de los sistemas que son a menudo primariamente mecánicos o de lo contrario físicos en su naturaleza, como lo son las orbitas planetarias y el comportamiento de los circuitos electrónicos, así como también sistemas que surgen en la biología, la economía y demás áreas.
Mucha de la investigación moderna está enfocada en el estudio de los sistemas caóticos y los sistemas bizarros.
37: teoría ergódica
39: ecuaciones de diferencia y ecuaciones funcionales
40: sucesiones, series y sumabilidad
41: aproximaciones y extensiones
42: análisis de Fourier, incluyendo transformadas de Fourier, aproximación trigonométrica, interpolación trigonométrica, y funciones ortogonales
43: análisis armónico
44: transformadas, cálculo operacional
45: ecuaciones integrales
46: análisis funcional, incluyendo holomorfia infinito-dimensional, el integral transforma en espacios de la distribución
47: teoría de operadoradores
49: cálculo de variaciones y control óptimo; optimización (incluyendo teoría geométrica de la integración)
58: análisis global, análisis en los múltiples (que incluyen olomorfia infinito-dimensional)
(También: teoría potencial probabilística, aproximación numérica, teoría de la representación, análisis en múltiples)

## Geometría y topología
Geometría se ocupa de relaciones espaciales, usando calidades fundamentales o axiomas. Tales axiomas se pueden utilizar conjuntamente con las definiciones matemáticas para los puntos, las líneas rectas, las curvas, las superficies, y los sólidos para dibujar conclusiones lógicas. Vea también Lista de los asuntos de la geometría
Geometría convexa y geometría discreta
Incluye el estudio de objetos por ejemplo polytopes y poliedros. Vea también Lista de los asuntos de la convexidad
Geometría combinatoria o discreta
El estudio de objetos geométricos y características que son discreto o combinatorio, por su naturaleza o por su representación. Incluye el estudio de formas tales como sólidos platónicos y la noción de teselación.
Geometría diferencial
El estudio de la geometría usando cálculo, y se relaciona muy de cerca con topología diferenciada. Cubre las áreas tales como geometría de Riemannian, curvatura y geometría diferenciada de curvas. Vea también glosario de la geometría y de la topología diferenciadas.
Geometría algebraica
A dada polinómico de dos verdaderos variables, entonces los puntos en un plano donde está forma esa función cero de la voluntad a la curva. curva algebraica amplía esta noción a los polinomios sobre a campo en un número dado de variables. La geometría algebraica se puede ver como el estudio de estas curvas. Vea también lista de los asuntos algebraicos de la geometría y lista de superficies algebraicas.
Topología
Se ocupa de las características de una figura que no cambian cuando la figura es deformada continuamente. Las áreas principales son topología determinada del punto (o topología general), topología algebraica, y la topología de múltiples, definido abajo.
Topología general
También llamado topología determinada del punto. Características de espacios topológicos. Incluye las nociones tales como abierto y cerrado sistemas, espacios compactos, funciones continuas, convergencia, axiomas de la separación, espacios métricos, teoría de la dimensión. Vea también glosario de la topología general y lista de los asuntos generales de la topología.
Topología algebraica
Las características de objetos algebraicos se asociaron a un espacio topológico y cómo estos objetos algebraicos capturan las características de tales espacios. Contiene áreas como teoría de la homología, teoría de la cohomología, teoría de la homotopía, y álgebra homológica, algunos de ellos ejemplos de functores. La homotopía trata de grupos de homotopía (incluyendo grupo fundamental) así como complejos simpliciales (también llamado complejos de células). Vea también lista de los asuntos topología algebraica.
Variedades
Una variedad se puede imaginar como una generalización n-dimensional de una superficie tridimensional en un espacio euclídeo. El estudio de variedades incluye a la topología diferencial, que estudia las características de las funciones diferenciables definidas sobre dicha variedad. Véase también variedades complejas.

## Matemática discreta
Combinatoria
Estudia colecciones finitas de objetos que satisfacen criterios determinados. Particularmente, se refiere a «contar» los objetos en esas colecciones (combinatoria enumerativa) y con decidir si existen ciertos objetos «óptimos» (combinatorias extremas). Incluye también a la teoría de grafos, usada para describir objetos interconectados (un grafo en este sentido es una colección de puntos conectados). Mientras que éstas son las definiciones clásicas, cierto grado de combinatoria está presente en muchas partes de la resolución de problemas.

## Matemática aplicada

### Probabilidad y estadística
Vea también glosario de la probabilidad y de la estadística
Teoría de probabilidades
El estudio de cómo un acontecimiento dado es probable que suceda en un tiempo futuro. Vea también Categoría: teoría de las probabilidades, y lista de los asuntos de la probabilidad.
Procesos estocásticos (MSC 60G/H) 
Considera con efecto agregado de una función al azar, o en un cierto plazo (a serie de tiempo) o espacio físico (a campo al azar). Vea también Lista de los asuntos estocásticos de los procesos, y Categoría: Procesos estocásticos.
Estadística
Estudia la variabilidad, así como el proceso aleatorio que la genera siguiendo leyes de probabilidad. Vea también lista de asuntos estadísticos.

### Ciencias de cómputo
Análisis numérico
Muchos problemas en matemáticas no pueden resolverse en forma general de modo exacto. El análisis numérico es el estudio de métodos iterativos y algoritmos para proporcionar una solución aproximada a los problemas con un determinado grado de error. Incluye derivación numérica, integración numérica y métodos numéricos.
68: Ciencias de la computación

### Ciencias físicas
Mecánica
Trata qué sucede cuando un objeto físico verdadero se sujeta a las fuerzas. Esto se divide naturalmente en el estudio de los sólidos rígidos, sólidos deformable, y los líquidos, detallados abajo.
Mecánica de partículas
En matemáticas, una partícula es a punto-como, objeto perfectamente rígido, sólido. Los mecánicos de la partícula se ocupan de los resultados de sujetar partículas a las fuerzas. Incluye mecánicos celestiales - el estudio del movimiento de objetos celestiales.
Mecánica de los sólidos deformables
La mayoría de los objetos del mundo real no están punto-como ni perfectamente rígido. Más importantemente, los objetos se desforman cuando están sujetados a las fuerzas. Este tema tiene un traslapo muy fuerte con mecánicos de la serie continua, que se refiere a la materia continua. Se ocupa de las nociones tales como tensión, tensión y elasticidad. Vea también mecánicos de la serie continua.
Mecánica de fluidos
Líquidos en este sentido incluye no apenas líquidos, pero fluyendo gases, e iguale sólidos bajo ciertas situaciones. (Por ejemplo, seco arena puede comportarse como un líquido). Incluye las nociones tales como viscosidad, flujo turbulento y flujo laminar (su contrario). Vea también dinámica fluida.
78: Óptica, teoría electromagnética
80: Termodinámica clásica, transmisión de calor
81: Teoría cuántica, incluyendo la óptica cuántica
82: Mecánica estadística, estructura de la materia
83: Relatividad y teoría gravitacional, incluyendo mecánica relativista
85: Astronomía y astrofísica
86: Geofísica

### Otras ciencias matemáticas
90: Investigación operativa y la programación matemática, Investigación operativa (OR), también conocido como investigación operacional, proporciona soluciones óptimas o cuasi-óptimas a problemas complejos. La OR se usa en modelización matemática, análisis estadístico y optimización matemática.
Programación matemática (u optimización) minimiza (o maximiza) una función real sobre un dominio que es a menudo especificado por las restricciones sobre las variables. Programación matemática estudia estos problemas y desarrolla métodos iterativos y algoritmos para su solución. 
91: Teoría de juegos y matemáticas en ciencias sociales (economía, sociología y psicología).
92: Biología (véase también la biología matemática) y otras ciencias naturales
93: Teoría de sistemas; control, incluyendo un control óptimo
94: Información y la comunicación, circuitos
97: Educación matemática y enseñanza de las matemáticas